# Pobjeda
«Pobjeda» — студийный альбом группы Hladno pivo издан в 1999 году лейблами Gajba Records и Dancing Bear.

## Об альбоме
В дискографии Hladno pivo этот альбом представляет собой крупнейший сдвиг в сторону стиля поп-рок.
Запись проходила в студии Янка Млинарича (Janka Mlinarića). В качестве приглашённых музыкантов в записи участвовали Милко Киш (клавиатура) и Стипе Маджор-Божинович (труба).
Альбом был переиздан в 2007-м лейблом Menart Records с дополнительными включениями. На диске теперь появились два видео на песни «Bačkizagre stuhpa šeja» и «Politika». Были добавлены и ранее не издававшиеся версии песен альбома.

## Список композиций
1. «Kad ti život udahnem» — 4:10
2. «Svi smo ga mi voljeli» — 2:49
3. «Debeli» — 1:42
4. «Sastanak u parku» — 3:11
5. «Šef gradilišta» — 3:58
6. «Pijan» — 3:22
7. «Trijezan» — 0:42
8. «Politika» — 3:26
9. «Aleksandar veliki» — 2:08
10. «Bačkizagre stuhpa šeja» — 3:00
11. «Svirka» — 1:55
12. «Nije sve ni u pari» — 2:16
13. «Maderfakersi» — 3:33
14. «Motor» — 2:51